# Gustavo Vassallo
Pour les articles homonymes, voir Vassallo.
Gustavo Enrique Vassallo Ferrari, né à Chiclayo au Pérou le 6 septembre 1978, est un footballeur italo-péruvien. Il jouait au poste d'attaquant.

## Biographie

### Carrière en club
Gustavo Vassallo fait son apparition au sein du Sporting Cristal à la fin des années 1990. Il émigre en Europe en 2000, transféré à l'OGC Nice, à l'époque sous le contrôle de Franco Sensi, le président de l'AS Rome. Sensi le prête en 2001 au Palerme FC en D2 italienne. 
Le transfert de Vassallo à l'AS Rome fut l'objet d'un contentieux entre le club italien et le club formateur du joueur, le Sporting Cristal. L'AS Rome dut payer en 2003 près de 450 000 dollars pour ce transfert alors qu'il ne joua jamais pour le club de la Louve.
Après une dernière expérience européenne au RSD Alcalá (Espagne) entre 2003 et 2004, Gustavo Vassallo rentre définitivement au Pérou. Il poursuit sa carrière au Sport Boys, revient au Sporting Cristal et joue pour l'Universitario de Deportes et le Cienciano del Cusco entre autres, avec une brève parenthèse à l'étranger, en Équateur, à l'Emelec de Guayaquil en 2008. Il met fin à sa carrière en 2013 au sein du Pacífico FC.

### Carrière en équipe nationale
International péruvien, Gustavo Vassallo compte cinq capes en équipe du Pérou entre 2005 et 2006 (pour trois buts inscrits).
Il remporte avec sa sélection la Coupe Kirin – un tournoi amical organisé au Japon – en 2005. Il dispute un seul match de compétition officielle, le 12 octobre 2005, contre la Bolivie, dans le cadre des éliminatoires de la Coupe du  monde 2006 où il marque un but (victoire 4-1). 

#### Buts en sélection
| Buts en sélection de Gustavo Vassallo | Buts en sélection de Gustavo Vassallo | Buts en sélection de Gustavo Vassallo                      | Buts en sélection de Gustavo Vassallo | Buts en sélection de Gustavo Vassallo | Buts en sélection de Gustavo Vassallo | Buts en sélection de Gustavo Vassallo |
|                                       | Date                                  | Lieu                                                       | Adversaire                            | Score                                 | Résultat                              | Compétition                           |
| ------------------------------------- | ------------------------------------- | ---------------------------------------------------------- | ------------------------------------- | ------------------------------------- | ------------------------------------- | ------------------------------------- |
| 1.                                    | 22 mai 2005                           | Stade de Niigata, Niigata (Japon)                          | Japon                                 | 0-1                                   | 0-1                                   | Coupe Kirin                           |
| 2.                                    | 12 octobre 2005                       | Estadio Jorge Basadre, Tacna (Pérou)                       | Bolivie                               | 1-0                                   | 4-1                                   | QCM 2006                              |
| 3.                                    | 10 mai 2006                           | Hasely Crawford Stadium, Port of Spain (Trinité-et-Tobago) | Trinité-et-Tobago                     | 0-1                                   | 1-1                                   | Amical                                |